# Плакемин
Культура Плакемин, или плакеминская культура (англ. Plaquemine culture), — археологическая культура в низовьях реки Миссисипи на западе современного штата Миссисипи и востоке Луизианы. Хорошими примерами данной культуры являются такие археологические памятники, как Медора, типовой для данной культуры и периода) в Луизиане, а также Анна (en:Anna Site), Эмералд-Маунд, Уинтервильские курганы и Холли-Блафф на территории штата Миссисипи. Культура существовала одновременно со средней миссисипской культурой, центром которой было курганное поселение Кахокия близ современного города Сент-Луис в штате Миссури.
Плакеминская культура считается предком индейских народностей натчез и таэнса.

## Описание

### Архитектура и курганы

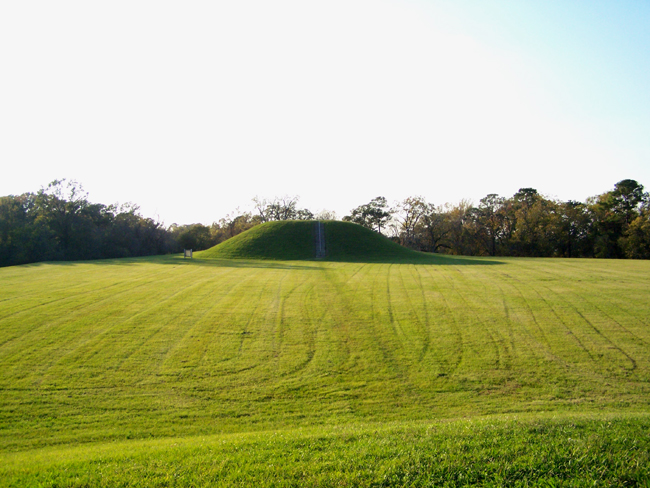
2 кургана на вершине Эмералд-Маунда (Изумрудного кургана)

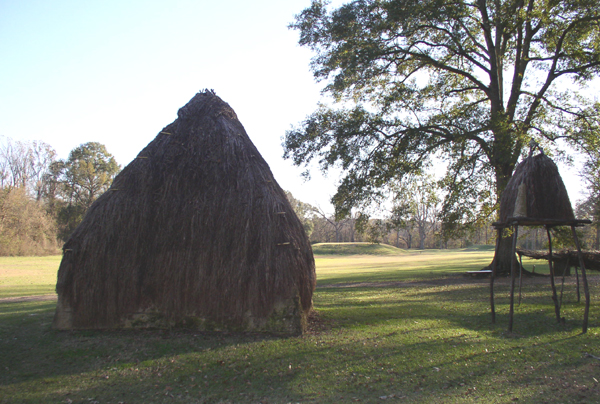
Курганы и дома-мазанки, Великая деревня Натчез

Плакеминская культура занимала часть современного штата Луизиана, за исключением территорий, заселённых племенами каддо. Предполагается, что Плакеминская культура является прямым наследником более древней культуры Трувиль-Коль.
Важной особенностью плакеминских поселений являются крупные церемониальные центры с одним или двумя курганами, расположенными рядом с открытой центральной площадью. Платформенные курганы (то есть курганы с широкой плоской платформой на вершине) сооружались в несколько этапов. Иногда на вершине крупного кургана располагался один или два мелких. Курганы нередко сооружались поверх руин жилого дома или храма, и подобные здания сооружались на вершине кургана.
В ранний период существования культуры здания были обычно круглыми, однако позднее среди них преобладают квадратные. По технологии изготовления они представляли собой мазанки, иногда со стенными сваями, утопленными в рвы для установки стен глубиной в несколько десятков сантиметров. Иногда в курганах выкапывались неглубокие, овальные или прямоугольные могилы, куда позднее могли дозахораниваться и другие люди.

### Керамика

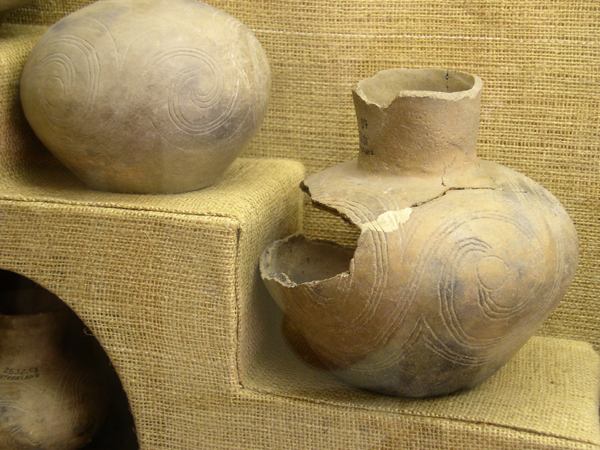
Керамика из Великой деревни Натчез

Одна из разновидностей керамики, которая иногда встречается в могилах, называется археологами «убитая керамика». У такой керамики имеется отверстие в основании сосуда, вырезанное во время изготовления сосуда до его обжига.
Кроме того, существовал и оригинальный плакеминский способ украшения керамики. Иногда на керамику наносились небольшие ручки-«ушки», а на поверхность до обжига наносились отпечатки комков земли с травой. Орнамент вырезался как на поверхности сырой глины, но мог вырезаться и по уже обожжённым сосудам — так же поступали и современники плакеминцев, индейцы каддо. Что касается сосудов для повседневного использования, то на них зачастую не было никакого орнамента. Для отжига керамики в глину добавлялись куски сухой глины и размельчённые раковины — последнее является одним из свидетельств контактов с миссисипской культурой.

## Археологические памятники
| Памятник                                                                                 | Изображение                  | Описание |
| ---------------------------------------------------------------------------------------- | ---------------------------- | --- |
| Анна, en:Anna Site                                                                       | Anna site                    | Памятник плакеминской-миссисипской культур близ современного города Натчез (штат Миссисипи) |
| Изумрудный курган, Эмералд-Маунд, en:Emerald Mound Site                                  | Emerald Mound                | Памятник плакеминской-миссисипской культур примерно в 13—14 км от современного города Натчез (штат Миссисипи). Второе по величине доколумбово сооружение на территории США.                    |
| Большая деревня натчез, en:Grand Village of the Natchez, или Фазерленд (Fatherland Site) | Grand Village of the Natchez | Памятник плакеминской-миссисипской культур на территории современного города Натчез (штат Миссисипи), одна из немногих групп курганов, которые продолжали использоваться в исторический период |
| Холли-Блафф, en:Holly Bluff Site                                                         | Holly Bluff site             | Памятник плакеминской-миссисипской культур в центрально-западной части штата Миссисипи, иногда известен как Поселение озера Джордж (Lake George Site)                                          |
| Мидора, en:Medora Site                                                                   | Medora site                  | Плакеминский памятник в приходском округе Уэст-Батон-Руж (штат Луизиана) является типовым для многих характеристик плакеминской культуры                                                       |
| Уинтервильские курганы                                                                   | Winterville Site             | Памятник плакеминской-миссисипской культур около Гринвилла (штат Миссисипи) |